# 6902 Hideoasada
6902 Hideoasada è un asteroide della fascia principale. Scoperto nel 1989, presenta un'orbita caratterizzata da un semiasse maggiore pari a 2,7507041 UA e da un'eccentricità di 0,0990778, inclinata di 2,09434° rispetto all'eclittica.